# Lista dewiz stanowych Stanów Zjednoczonych
Ten artykuł zawiera listę dewiz stanowych i terytorialnych Stanów Zjednoczonych. Każdy z pięćdziesięciu stanów ma swoją dewizę, także Dystrykt Kolumbia i pozostałe terytoria USA. Dewiza jest wyrażeniem lub cytatem, mającym za zadanie opisać w kilku słowach główne intencje i motywacje, które danemu stanowi towarzyszą. Motta stanowe znajdują się czasem na pieczęciach i flagach stanowych. Niektóre ze stanów mają oficjalnie ustanowione dewizy dzięki uchwałom władz stanowych, podczas gdy inne używają ich tylko jako element na pieczęciach. Narodowym mottem całych Stanów Zjednoczonych jest In God we trust, proklamowane przez Kongres i zaakceptowane przez prezydenta Dwighta D. Eisenhowera 30 lipca 1956.
Południowa Karolina ma dwie oficjalne dewizy, obydwie po łacinie. Kentucky również posiada dwa motta: jedno w języku łacińskim, drugie po angielsku. Wszystkie inne stany i terytoria posiadają jedną dewizę, poza Guam i Marianami Północnymi, które ich nie posiadają. Angielski i łacina to najczęściej używane języki w mottach stanowych, wykorzystane przez 25 stanów i 23 terytoria. Tylko sześć stanów i terytoriów używa innego języka, przy czym każdy z języków jest użyty tylko raz. Osiem stanów i dwa terytoria mają swoje dewizy wybite na ćwierćdolarówkach; trzydzieści osiem stanów i cztery terytoria mają swoje motta na pieczęciach stanowych.
Tam, gdzie to było możliwe, zostały zamieszczone daty najwcześniejszego oficjalnego użycia danej dewizy. Niektóre z mott nie są oficjalne, ale znajdują się na pieczęciach stanowych – w tym wypadku podana została data przyjęcia pieczęci. Najwcześniejsze użycie obecnego motta datuje się na rok 1511, kiedy Hiszpanie nadali Puerto Rico dewizę Johannes est nomen eius.
| Stan                | Motto                                                   | Polski przekład                                                      | Język            | Data                     | Przyp.        |
| ------------------- | ------------------------------------------------------- | -------------------------------------------------------------------- | ---------------- | ------------------------ | ------------- |
| Alabama             | Audemus jura nostra defendere                           | Śmiało praw naszych bronimy                                          | łacina           | 1923                     | [ 1 ]         |
| Alaska              | North to the future                                     | Przez Północ do przyszłości                                          | angielski        | 1967                     | [ 2 ]         |
| Arizona             | Ditat Deus                                              | Bóg wzbogaca                                                         | łacina           | 1863                     | [ 3 ] [ 4 ]   |
| Arkansas            | Regnat populus                                          | Rządy ludu                                                           | łacina           | 1907                     | [ 5 ]         |
| Connecticut         | Qui Transtulit Sustinet                                 | Ten, który przeniósł, wciąż podtrzymuje                              | łacina           | 9 października 1776(dts) | [ 6 ]         |
| Dakota Południowa   | Under God the people rule                               | Z woli Bożej rządy ludu                                              | angielski        | 1885                     | [ 7 ]         |
| Dakota Północna     | Liberty and union, now and forever, one and inseparable | Wolność i Unia, Teraz i na zawsze, Jedność i niepodzielność          | angielski        | 1889                     | [ 8 ]         |
| Delaware            | Liberty and Independence                                | Wolność i Niepodległość                                              | angielski        | 1847                     | [ 9 ]         |
| Dystrykt Kolumbii   | Justitia Omnibus                                        | Sprawiedliwość dla wszystkich                                        | łacina           | 3 sierpnia 1871(dts)     | [ 10 ]        |
| Floryda             | In God We Trust                                         | W Bogu pokładamy nadzieję                                            | angielski        | 1868                     | [ 11 ]        |
| Georgia             | Wisdom, justice, and moderation                         | Mądrość, sprawiedliwość, i powściągliwość                            | angielski        | 1798                     | [ 12 ] [ 13 ] |
| Guam                | (nieoficjalne) Guahan i tano’ chamorro                  | Ziemia czamorro                                                      | czamorro         | 1945                     | [ 14 ]        |
| Hawaje              | Ua Mau ke Ea o ka ʻĀina i ka Pono                       | Prawością żyje ten naród                                             | hawajski         | 31 lipca 1843(dts)       | [ 15 ] [ 16 ] |
| Idaho               | Esto perpetua                                           | Niechaj trwa na wieki                                                | łacina           | 1890                     | [ 17 ]        |
| Illinois            | State sovereignty, national union                       | Stanowa suwerenność, narodowa jedność                                | angielski        | 1819                     | [ 18 ]        |
| Indiana             | The Crossroads of America                               | Rozstaje Ameryki                                                     | angielski        | 1937                     | [ 19 ]        |
| Iowa                | Our liberties we prize and our rights we will maintain  | Cenimy swobody nasze i praw swoich strzec będziemy                   | angielski        | 1847                     | [ 20 ]        |
| Kalifornia          | Eureka (Εὕρηκα/Ηὕρηκα)                                  | Znalazłem                                                            | grecki           | 1849                     | [ 21 ]        |
| Kansas              | Ad astra per aspera                                     | Do gwiazd przez trudy                                                | łacina           | 1861                     | [ 22 ]        |
| Karolina Południowa | Dum spiro spero Animis opibusque parati                 | Póki oddycham, nie tracę nadziei Przygotowani w siłę ducha i zasobów | łacina           | 22 maja 1777(dts)        | [ 23 ]        |
| Karolina Północna   | Esse quam videri                                        | Prawda ważniejsza niż pozory                                         | łacina           | 1893                     | [ 24 ]        |
| Kentucky            | United we stand, divided we fall Deo gratiam habeamus   | W jedności siła, w podziałach słabość Bądźmy wdzięczni Bogu          | angielski łacina | 1942 2002                | [ 25 ]        |
| Kolorado            | Nil sine numine                                         | Nic bez opatrzności Boskiej                                          | łacina           | 5 listopada 1861(dts)    | [ 26 ]        |
| Luizjana            | Union, justice, confidence                              | Unia, sprawiedliwość i zaufanie                                      | angielski        | 1902                     | [ 27 ]        |
| Maine               | Dirigo                                                  | Przewodzę                                                            | łacina           | 1820                     | [ 28 ]        |
| Mariany Północne    | –                                                       | –                                                                    | –                | –                        | [ 29 ]        |
| Maryland            | Fatti maschii, parole femine                            | Czyny mężów, słowa niewiast                                          | włoski           | 1874                     | [ 30 ] [ 31 ] |
| Massachusetts       | Ense petit placidam sub libertate quietem               | Mieczem szukamy spokoju, lecz tylko spokoju w wolności               | łacina           | 1775                     | [ 32 ]        |
| Michigan            | Si quaeris peninsulam amoenam circumspice               | Jeśli szukasz miłego półwyspu, rozejrzyj się wokół                   | łacina           | 6 czerwca 1835(dts)      | [ 33 ]        |
| Minnesota           | L’étoile du Nord                                        | Gwiazda Północy                                                      | francuski        | 1861                     | [ 34 ]        |
| Missisipi           | Virtute et armis                                        | Odwagą i bronią                                                      | łacina           | 7 lutego 1894(dts)       | [ 35 ]        |
| Missouri            | Salus populi suprema lex esto                           | Niech dobrobyt ludu będzie najwyższym prawem                         | łacina           | 11 stycznia 1822(dts)    | [ 36 ]        |
| Montana             | Oro y plata                                             | Złoto i srebro                                                       | hiszpański       | 9 lutego 1865(dts)       | [ 37 ]        |
| Nebraska            | Equality before the law                                 | Równość przed prawem                                                 | angielski        | 1867                     | [ 38 ]        |
| Nevada              | All For Our Country                                     | Wszystko dla naszego kraju                                           | angielski        | 24 lutego 1866(dts)      | [ 39 ]        |
| New Hampshire       | Live Free or Die                                        | Żyj wolnym lub zgiń                                                  | angielski        | 1945                     | [ 40 ]        |
| New Jersey          | Liberty and prosperity                                  | Wolność i dobrobyt                                                   | angielski        | 26 marca 1928(dts)       | [ 41 ]        |
| Nowy Meksyk         | Crescit eundo                                           | Rośnie sam                                                           | łacina           | 1887                     | [ 42 ]        |
| Nowy Jork           | Excelsior                                               | Wciąż ku górze                                                       | łacina           | 1778                     | [ 43 ]        |
| Ohio                | With God, all things are possible                       | Z Bogiem wszystkie rzeczy są możliwe                                 | angielski        | 1 października 1959(dts) | [ 44 ]        |
| Oklahoma            | Labor omnia vincit                                      | Praca wszystko zwycięża                                              | łacina           | 10 marca 1893(dts)       | [ 45 ]        |
| Oregon              | Alis volat propriis                                     | Ona wznosi się na swych własnych skrzydłach                          | łacina           | 1854                     | [ 46 ]        |
| Pensylwania         | Virtue, Liberty, and Independence                       | Cnota, wolność i niepodległość                                       | angielski        | 1875                     | [ 47 ]        |
| Portoryko           | Joannes Est Nomen Eius                                  | Jego imię Jan                                                        | łacina           | 1511                     | [ 48 ] [ 49 ] |
| Rhode Island        | Hope                                                    | Nadzieja                                                             | angielski        | 4 maja 1644              | [ 51 ]        |
| Samoa Amerykańskie  | Samoa, Muamua Le Atua                                   | Samoa, niech Bóg będzie najpierw                                     | samoański        | 1973                     | [ 52 ]        |
| Tennessee           | Agriculture and commerce                                | Rolnictwo i handel                                                   | angielski        | 24 maja 1802(dts)        | [ 53 ]        |
| Teksas              | Friendship                                              | Przyjaźń                                                             | angielski        | 1930                     | [ 54 ]        |
| Utah                | Industry                                                | Przemysł                                                             | angielski        | 3 maja 1896(dts)         | [ 55 ] [ 57 ] |
| Vermont             | Freedom and Unity                                       | Wolność i jedność                                                    | angielski        | 20 lutego 1779(dts)      | [ 58 ]        |
| Waszyngton          | Al-ki                                                   | Trochę po trochu                                                     | gwara Czinuków   | –                        | [ 59 ]        |
| Wirginia            | Sic semper tyrannis                                     | Taki los spotyka zawsze tyranów                                      | łacina           | 1776                     | [ 60 ]        |
| Wirginia Zachodnia  | Montani semper liberi                                   | Górale zawsze wolni                                                  | łacina           | 26 września 1863(dts)    | [ 61 ]        |
| Wisconsin           | Forward                                                 | Naprzód                                                              | angielski        | 1851                     | [ 62 ]        |
| Wyoming             | Equal Rights                                            | Równe prawa                                                          | angielski        | 1893                     | [ 63 ]        |
| Wyspy Dziewicze     | United in Pride and Hope                                | Zjednoczeni w dumie i nadziei                                        | angielski        | 1 stycznia 1991(dts)     | [ 64 ]        |